# Hamataliwa banksi
Hamataliwa banksi is een spinnensoort in de taxonomische indeling van de lynxspinnen (Oxyopidae).
Het dier behoort tot het geslacht Hamataliwa. De wetenschappelijke naam van de soort werd voor het eerst geldig gepubliceerd in 1928 door Cândido Firmino de Mello-Leitão.